# Pardosa evanescens
Pardosa evanescens is een spinnensoort in de taxonomische indeling van de wolfspinnen (Lycosidae).
Het dier behoort tot het geslacht Pardosa. De wetenschappelijke naam van de soort werd voor het eerst geldig gepubliceerd in 2008 door Mark Alderweireldt & Rudy Jocqué.